# Prințesa Victoria a Regatului Unit
Prințesa Regală Victoria (Victoria Adelaide Mary Louise; n. 21 noiembrie 1840, Greater London, Anglia, Regatul Unit al Marii Britanii și Irlandei – d. 5 august 1901, Kronberg im Taunus, Hessa, Germania) a fost primul copil al Reginei Victoria și al soțului ei Prințul Albert. A primit titlul de Prințesă Regală în 1841. Prin căsătoria cu împăratul german Frederick III a devenit împărăteasă a Prusiei. După moartea soțului ei, era cunoscută ca Împărăteasa Frederic (în germană Kaiserin Friedrich).

## Tinerețea

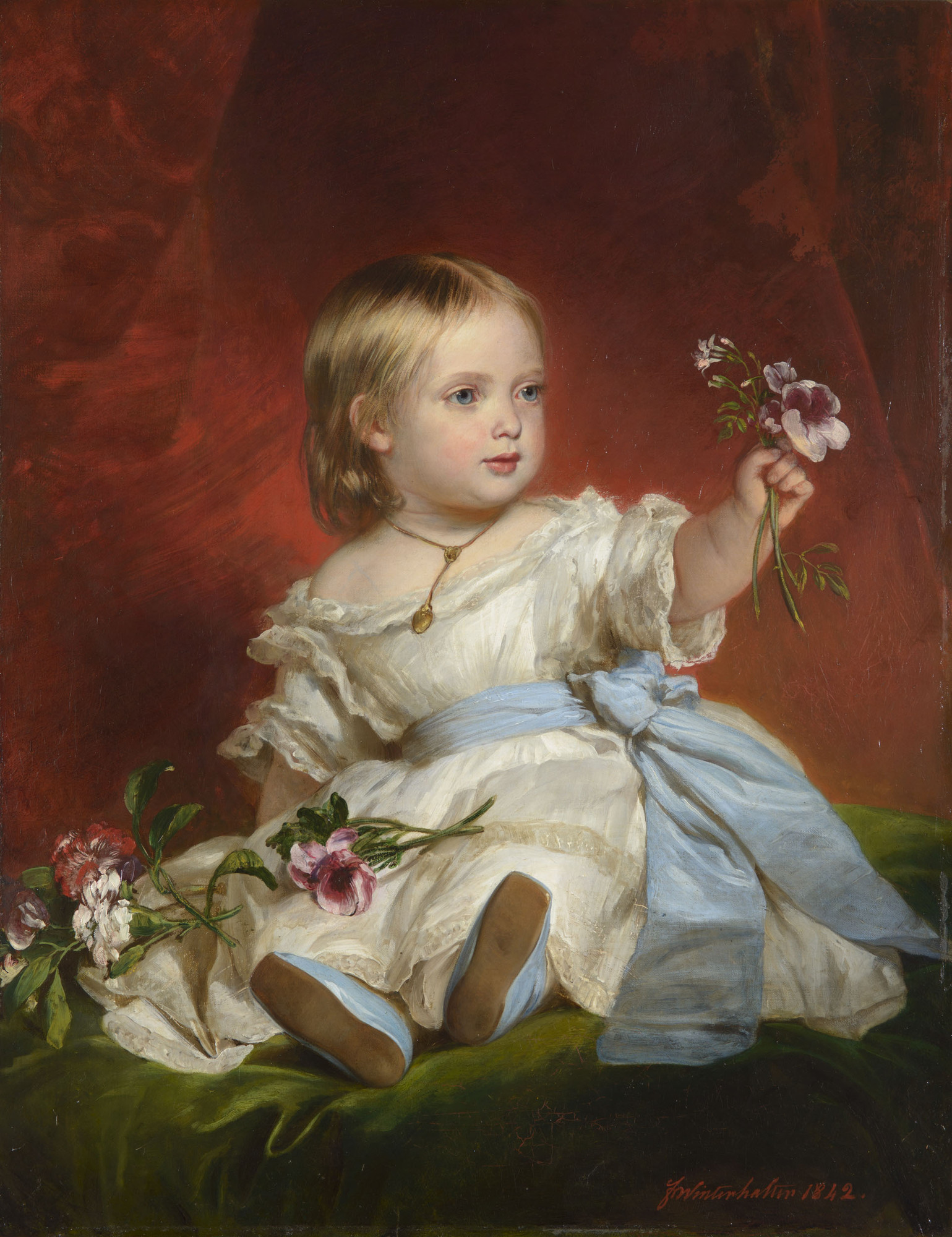
Prințesa Victoria la vârsta de doi ani.

Prințesa Victoria s-a născut la 21 noiembrie 1840 la Palatul Buckingham, Londra. Mama ei era regina Victoria a Marii Britanii, singura fiică a celui de-al patrulea fiu al regelui George al III-lea. Tatăl ei era Prințul Albert de Saxa-Coburg și Gotha. A fost botezată în Camera Tronului de la Palatul Buckingham la 10 februarie 1841 de arhiepiscopul de Canterbury, William Howley, iar nașii săi au fost mătușa sa regina Adelaide, unchiul ei Leopold I al Belgiei, bunicul ei patern Ernest I, Duce de Saxa-Coburg și Gotha, unchiul ei matern Prințul Augustus, Duce de Sussex, mătușa ei maternă Prințesa Mary, Ducesă de Gloucester și bunica ei maternă Victoria, Ducesă de Kent.
Ca fiică a unui suveran britanic, Victoria era prințesă britanică și în momentul nașterii moștenitoare prezumtivă a tronului Regatului Unit înainte de nașterea fratelui ei mai mic, Prințul Albert, viitorul Eduard al VII-lea. În 1841, regina a numit-o Prințesă Regală, dându-i titlul pe care-l primea cea mai mare fiică a unui suveran britanic. Pentru familie ea a fost cunoscută sub numele de Vicky.
Educația Victoriei a fost îndeaproape supravegheată de părinții săi. Era precoce și inteligentă spre deosebire de fratele ei Albert Eduard. Știa să scrie și să citească înainte de a împlini cinci ani, de la guvernanta ei Lady Lyttelton. Prințesa Regală a învățat franceza și germana de la diferite guvernante și științe, literatură, latină și istorie de la Sara Ann Hildyard. Tutorele prințului Albert a învățat-o politică și filosofie.

## Căsătoria
În 1851, Victoria și-a întâlnit viitorul soț, Prințul Frederick William al Prusiei (10 octombrie 1831 - 6 iunie 1888), când el și părinții lui au fost invitați la Londra de Regina Victoria și Prințul Albert pentru a participa la deschiderea Expoziției Mari. La momentul respectiv, Frederick, fiul Prințului William al Prusiei și Prințesa Augusta de Saxa-Weimar, a fost al doilea în linie la tron prusac (după tatăl său). Cuplul s-a logodit în 1855, în timp ce Frederick a fost în vizită la Balmoral. Victoria avea doar paisprezece ani, în timp ce viitorul ei soț a fost un tânăr de douăzeci și patru de ani.
Curtea prusacă și Palatul Buckingham au anunțat public logodna la data de 19 mai 1857. Victoria în vârstă de 17 ani s-a căsătorit cu Frederick, la insistența reginei Victoria, la capela regală a Palatului St James la 25 ianuarie 1858. Căsătoria a fost atât o căsătorie din dragoste cât și o alianță dinastică. Regina și Prințul Albert sperau ca mariajul Victoriei cu viitorul rege al Prusiei să sudeze legăturile strânse între Londra și Berlin și că ar putea conduce la apariția unei Germanii unificate și liberale. La momentul nunții lor, londonezii au strigat "Dumnezeu să aibă grijă de Prințul și mireasa! Dumnezeu să păstreze pământurile lor aliate!"

## Prințesă moștenitoare a Prusiei

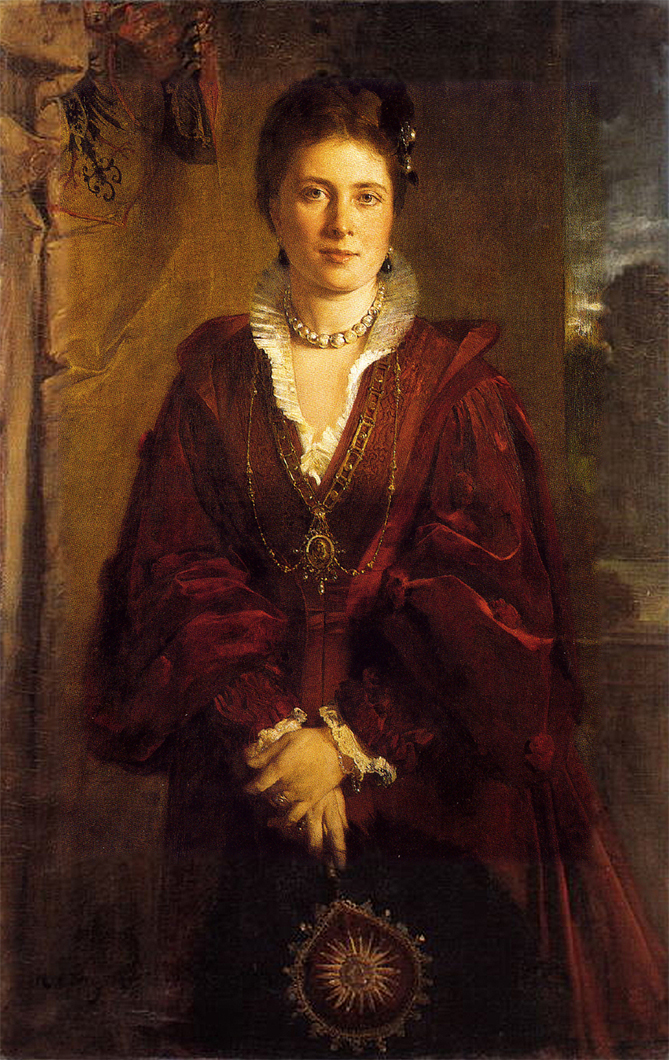
Victoria, Prințesă Moștenitoare a Prusiei, 1871.

În ianuarie 1861, la moartea unchiului său fără copii, Frederic Wilhelm al IV-lea al Prusiei și a accederii tatălui său la tron ca regele Wilhelm I, Prințul Frederic a devenit Prințul moștenitor al Prusiei iar Victoria a devenit Prințesă Moștenitoare. Cu toate aceste, noul cuplu de Prinți Moștenitori au fost izolați politic; punctele lor de vedere liberale și anglofile erau în opoziție cu regulile autoritare ale primului ministru prusac, Otto von Bismarck.
Simpatiile lor au  creat o ruptură în rândul familiei extinse a reginei Victoria, deoarece fratele mai mic, Prințul de Wales, a fost căsătorit cu Prințesa Alexandra a Danemarcei, fiica cea mare a lui Christian IX al Danemarcei, care a fost domnitor, de asemenea, duce al teritoriilor în litigiu: Schleswig și Holstein. La Versailles, la 18 ianuarie 1871, căpeteniile victoriose ale Confederației Germania de Nord au proclamat Imperiul German cu Regele Wilhelm I al Prusiei ca împărat german ereditar; Frederic și Victoria au devenit Prințul și Prințesa Moștenitoare cu titlul de Alteță Imperială și Regală (Kaiserliche und Königliche Hoheit).

## Împărăteasă germană & Împărăteasă Frederic
La moartea tatălui său la 9 martie 1888, Prințul Moștenitor a urcat pe tron ca împăratul Frederic al III-lea (și ca Regele Frederick al III-lea al Prusiei) și Victoria a adoptat titlul și stilul de Majestate Imperială împărăteasa germană, Regină a Prusiei. Frederic era bolnav de cancer la gât și a murit după o domnie de numai 99 de zile. De atunci ea a fost cunoscută doar ca Împărăteasa Frederic.
Ea era adesea cunoscută și ca Die Engländerin (Englezoaica) ca urmare a originilor ei din Regatul Unit, deși strămoșii săi erau predominant germani. Este adevărat că a continuat să vorbească engleza în casa sa din Germania.

Văduva Victoria a trăit la Castelul Friedrichshof, un castel pe care l-a construit în memoria soțului ei pe dealurile din apropiere de Kronberg nu departe de Frankfurt am Main. 

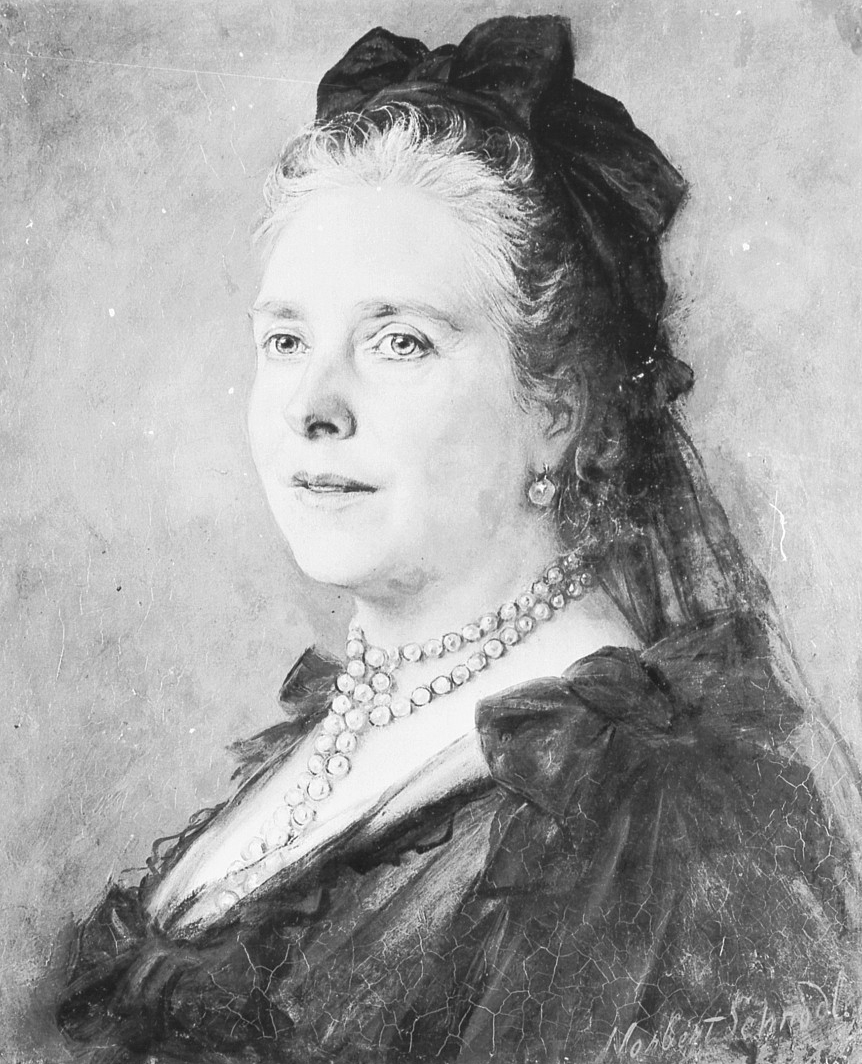
Victoria în 1900.

Din punct de vedere politic a rămas liberală spre deosebire de fiul ei, împăratul Wilhelm al II-lea al Germaniei. Deși la început relația cu fiul ei nu a fost bună, ea s-a îmbunătățit odată ce Victoria nu mai era în lumina reflectoarelor.
La Berlin, Victoria a înființat școli pentru învățământul superior de fete și pentru formarea de asistente medicale. Ca un artist talentat și înzestrat, ea a fost patron al artelor, devenind unul dintre organizatorii din 1872 a Expoziției Industriale de artă.
De-a lungul vieții sale, Victoria a păstrat legătura strânsă cu alți membri ai familiei regale britanice, în special cu fratele ei mai mic, viitorul rege Eduard al VII-lea. A menținut o corespondență regulată cu mama ei. Conform Enciclopediei Regale, 3.777 de scrisori de la Victoria a Regatului Unit către fiica ei cea mare au fost catalogate, precum și peste 4.000 de la fiică către mamă. Multe dintre scrisorile ei detaliau preocuparea asupra viitorului Germaniei sub conducerea fiului ei.
La cererea ei - în care ea și-a exprimat explicit îngrijorarea asupra faptul că scrisorile nu ar trebui să cadă în mâinile fiului ei Wilhelm al II-lea și pe care le primise înapoi la Kronberg - scrisorile au fost aduse înapoi în Anglia de Frederick Ponsonby, finul ei și secretarul privat al lui Eduard al VII-lea. Aceste scrisori împreună cu comentariile sale au fost publicate mai târziu de Frederick Ponsonby în 1928.

## Decesul
Victoria a fost diagnosticată cu cancer mamar în 1899 în timpul unei vizite la mama sa la Balmoral. Servitorii de la castelul Friedrichshof au cerut să fie mutați mai departe de camera Victoriei astfel încât să nu-i deranjeze strigătele ei de durere din timpul nopții. Victoria a murit la 5 august 1901, la mai puțin de șapte luni de la moartea reginei Victoria. A fost înmormântată la Friedenskirche, Potsdam, la 13 august 1901, lângă soțul ei iubit. Doi dintre cei opt copii, Sigismund (mort la 2 ani) și Waldemar (mort la 11 ani) sunt înmormântați în același mausoleu.

## Copii
Victoria și Frederick au avut opt copii:
| Imagine | Nume                           | Naștere            | Deces             | Note |
| ------- | ------------------------------ | ------------------ | ----------------- | --- |
|         | Wilhelm al II-lea al Germaniei | 27 ianuarie 1859   | 4 iunie 1941      | căsătorit (1), 27 februarie 1881, Prințesa Auguste Viktoria de Schleswig-Holstein; au avut copii (2), 9 noiembrie 1922, Prințesa Hermine Reuss de Greiz, fără copii |
|         | Prințesa Charlotte             | 24 iulie 1860      | 1 octombrie 1919  | căsătorită, 18 februarie 1878, cu Bernhard III, Duce de Saxe-Meiningen; au avut copii                                                                               |
|         | Prințul Heinrich               | 14 august 1862     | 20 aprilie 1929   | căsătorit, 24 mai 1888, cu verișoara sa primară Prințesa Irene de Hesse și de Rin; au avut probleme                                                                 |
|         | Prințul Sigismund              | 15 septembrie 1864 | 18 iunie 1866     | a murit de meningită la 21 de luni. Primul nepot al reginei Victoria care moare.                                                                                    |
|         | Prințesa Victoria              | 12 aprilie 1866    | 13 noiembrie 1929 | căsătorit (1), 19 noiembrie 1890, Prințul Adolf de Schaumburg-Lippe; el a murit în 1916; fără copii (2), 19 noiembrie 1927, Alexander Zoubkov; fără copii           |
|         | Prințul Waldemar               | 10 februarie 1868  | 27 martie 1879    | a murit de difterie la vârsta de 11 ani |
|         | Prințesa Sofia                 | 14 iunie 1870      | 13 ianuarie 1932  | căsătorită, 27 octombrie 1889, Constantin I al Greciei; au avut copii                                                                                               |
|         | Prințesa Margareta             | 22 aprilie 1872    | 22 ianuarie 1954  | căsătorită, 25 ianuarie 1893, Prințul Frederic Carol de Hesse; au avut copii                                                                                        |